# 에어칼린의 운항 노선
에어칼린은 다음과 같은 노선을 운항하고 있다. (2020년 2월 자료)

## 운항 노선

### 아시아

#### 동아시아
- 일본
  - 도쿄 - 나리타 국제공항
  - 오사카 - 간사이 국제공항

#### 동남아시아
- 싱가포르
  - 싱가포르 - 싱가포르 창이 공항(2022년 5월 신규 운항 예정)

### 오세아니아
- 오스트레일리아
  - 시드니 - 시드니 킹스포드 스미스 국제공항
  - 멜버른 - 멜버른 공항
  - 브리즈번 - 브리즈번 공항
- 누벨칼레도니
  - 누메아 - 누메아 라 톤투타 국제공항 허브

## 단항 노선

### 아시아

#### 동아시아
- 대한민국
  - 인천 - 인천국제공항
- 뉴질랜드
  - 오클랜드 - 오클랜드 국제공항
- 바누아투
  - 포트빌라 - 포트빌라 바우어필드 국제공항
- 왈리스 푸투나
  - 왈리스 섬 - 히히포 공항
  - 퓌티나 섬 - 퐁트 벨레 공항
- 피지
  - 난디 - 난디 국제공항
- 프랑스령 폴리네시아
  - 파페에테 - 파아아 국제공항